# Santa Maria Assunta (Camogli)

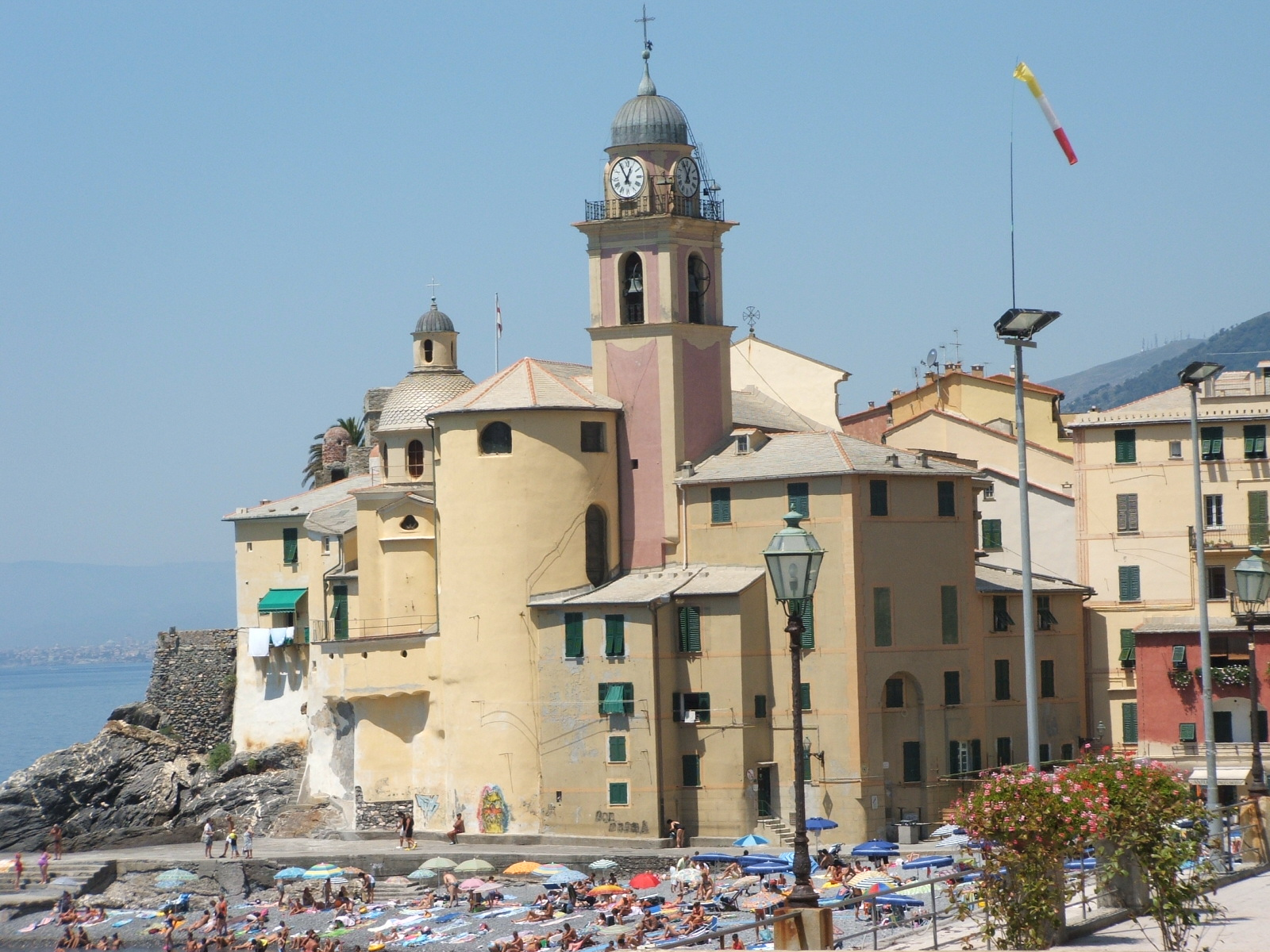
Basilika Santa Maria Assunta

Die Basilika Santa Maria Assunta ist eine römisch-katholische Kirche am Hafen von Camogli im Osten der Metropolitanstadt Genua. Die Pfarrkirche des Erzbistums Genua hat den Titel einer Basilica minor. Die aus dem Mittelalter stammende Kirche wurde im 16. Jahrhundert barock umgestaltet.

## Geschichte

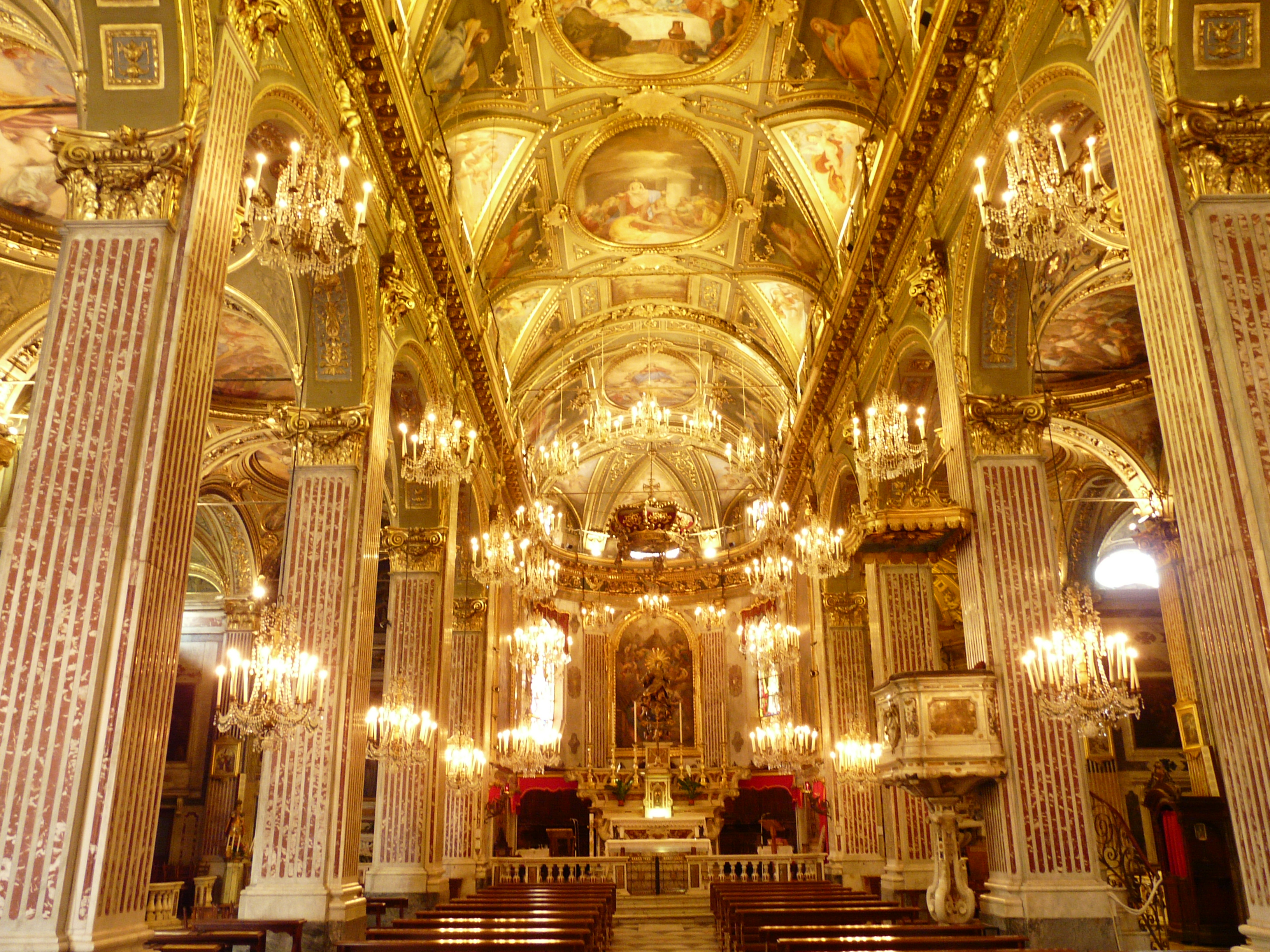
Innenraum

Die Pfarrkirche wurde nach lokalen historischen Quellen im 12. Jahrhundert auf einer Felseninsel in unmittelbarer Nähe des kleinen Hafens des Fischerdorfes errichtet. Im Laufe der Jahre wurde das Gebäude mehrfach umgebaut und erweitert, insbesondere im 16. und in den ersten Jahrzehnten des 19. Jahrhunderts. Im Jahr 1970 wurden die Statuen der Heiligen Prosperus, Fortunato und Madonna del Boschetto in den drei Nischen der Fassade zum Hauptplatz hin aufgestellt.
Das Gebäude wurde 1826 vom Erzbischof von Genua, Luigi Lambruschini, und 1847 von Kardinal Placido Maria Tadini geweiht. Im November 1988 wurde sie von Papst Johannes Paul II. in den Rang einer Basilica minor erhoben.

## Beschreibung
Das barocke Innere der dreischiffigen Kirche ist vollständig mit Gewölben bedeckt und mit wertvollem Goldstuck, polychromem Marmor sowie dem Taufbecken und Kristallleuchtern ausgestattet. Die Gewölbe sind mit einigen Fresken der Maler Nicolò Barabino und Francesco Semino aus dem späten 19. Jahrhundert geschmückt. Der Hochaltar mit der Mariä Himmelfahrt, einer barocken Holzstatue von Francesco Schiaffino, ist ein Werk des Bildhauers Andrea Casareggio. Das hölzerne Chorgestühl stammt aus dem 18. Jahrhundert. In der Sakristei befindet sich eine Darstellung des Malers Luca Cambiaso. Der Glockenturm steht im linken Choreck.

## Kapellen

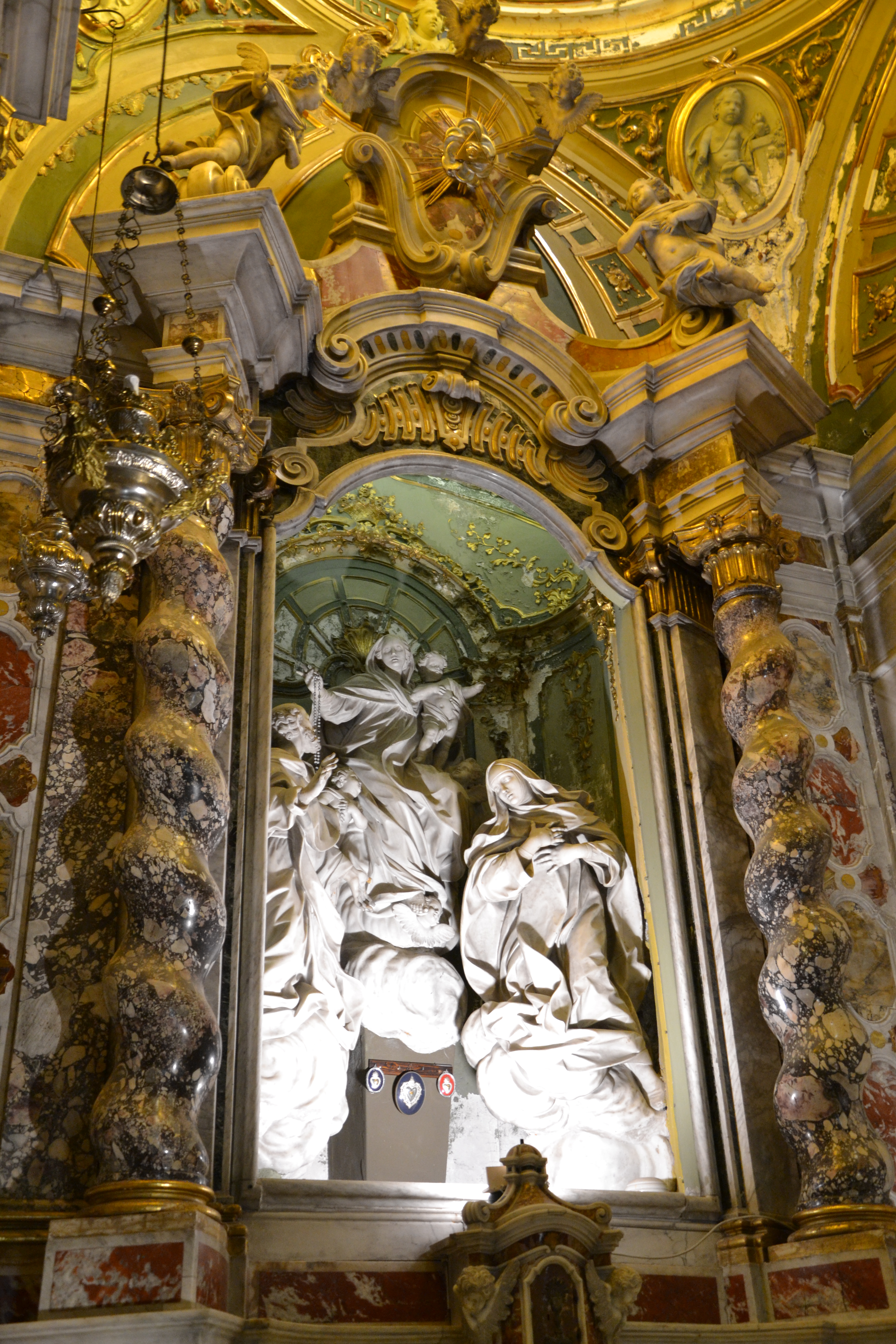
Rosenkranzmadonna mit dem hl. Dominikus und der hl. Katharina von Francesco Maria Schiaffino

Die Kapellen im rechten Seitenschiff sind gewidmet:
- der Rosenkranzmadonna, am Ende des Kirchenschiffs, mit der Statuengruppe der Rosenkranzmadonna mit dem hl. Dominikus und der hl. Katharina, ein Werk des spätbarocken Bildhauers Francesco Maria Schiaffino aus Camogli;
- für die Seelen im Fegefeuer mit einem Gemälde von Gerolamo Schiaffino, das die Madonna mit Kind und Seelen im Fegefeuer darstellt;
- Prosperus mit einer wertvollen Reliquie aus dem 16. Jahrhundert im Marmoraltar von 1788 und den Theologischen Tugenden von Francesco Ravaschio;
- Herz Jesu mit einer Statue von Ferdinando Palla aus dem 19. Jahrhundert; der hl. Kajetan von Thiene mit einer Holzskulptur der Jungfrau mit Kind.

Die Kapellen im linken Seitenschiff haben folgende Ausstattung und Widmung:
- mit wertvollen Fresken aus dem 17. Jahrhundert und einem Altarbild von Bernardo Castello aus dem späten 16. Jahrhundert, das das Kruzifix mit den hln. Prosperus und Katharina von Alexandrien zeigt;
- St. Johannes der Täufer mit einem Marmoraltar und einem Altarbild von Domenico Fiasella aus dem 17. Jahrhundert, das die Jungfrau mit dem Kind, die hl. Katharina und Johannes den Täufer darstellt;
- Petrus und Fortunatus mit den Reliquien der Heiligen, ein Altarbild von Bernardo Castello, das die Szene des berühmten „Wunderbaren Fangs“ darstellt, Statuen der hln. Petrus und Paulus von Francesco Schiaffino;
- St. Joseph mit einem Werk von Giuseppe Palmieri;
- St. Erasmus und Nostra Signora del Boschetto mit einem Gemälde von St. Erasmus, St. Chiara und St. Nikolaus, einem Werk aus dem 17. Jahrhundert von Giuseppe Badaracco;
- Der hl. Antonius von Padua mit einer Statue aus dem 20. Jahrhundert von Guido Galletti.

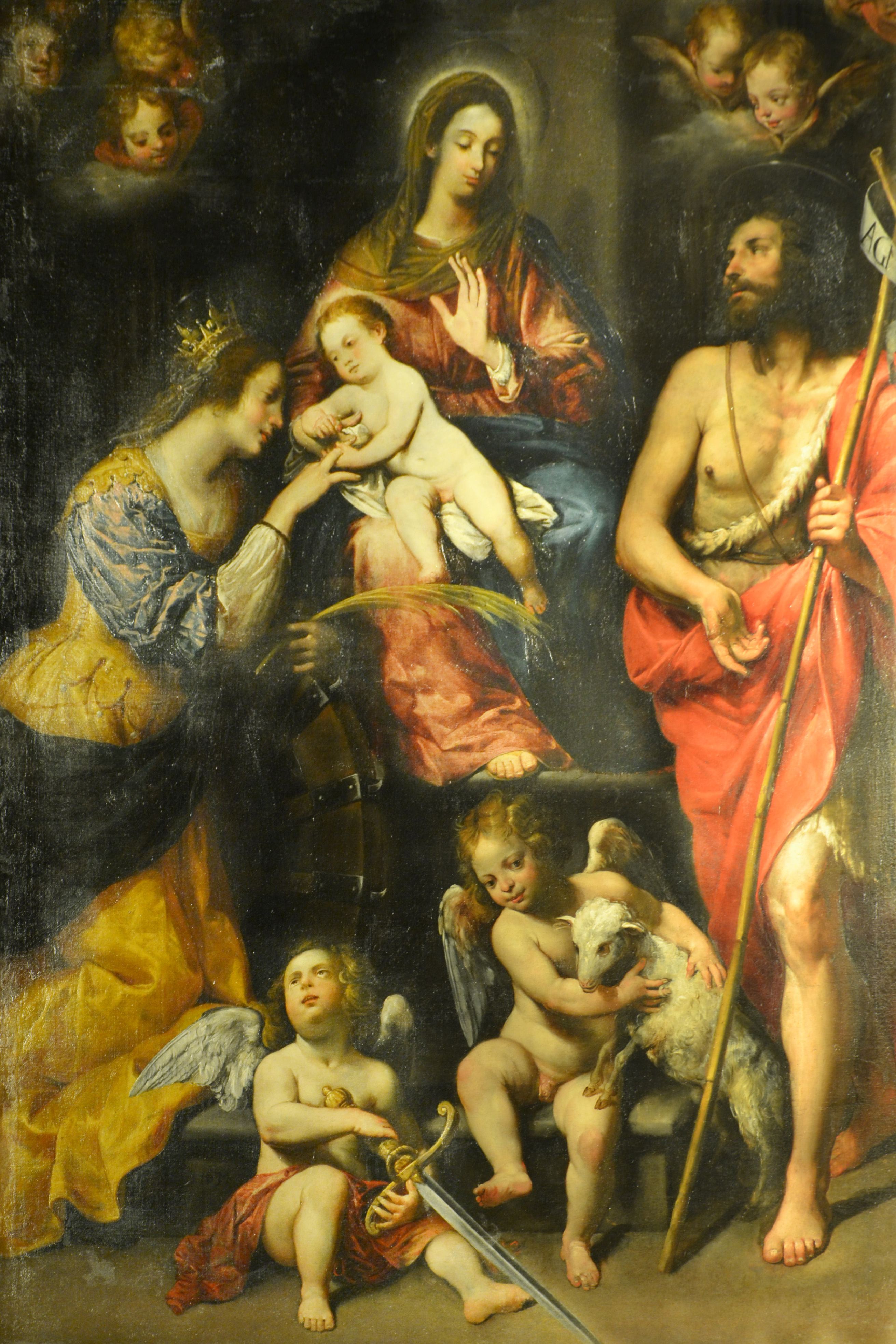
Domenico Fiasella, Jungfrau mit Kind, St. Katharina und Johannes der Täufer
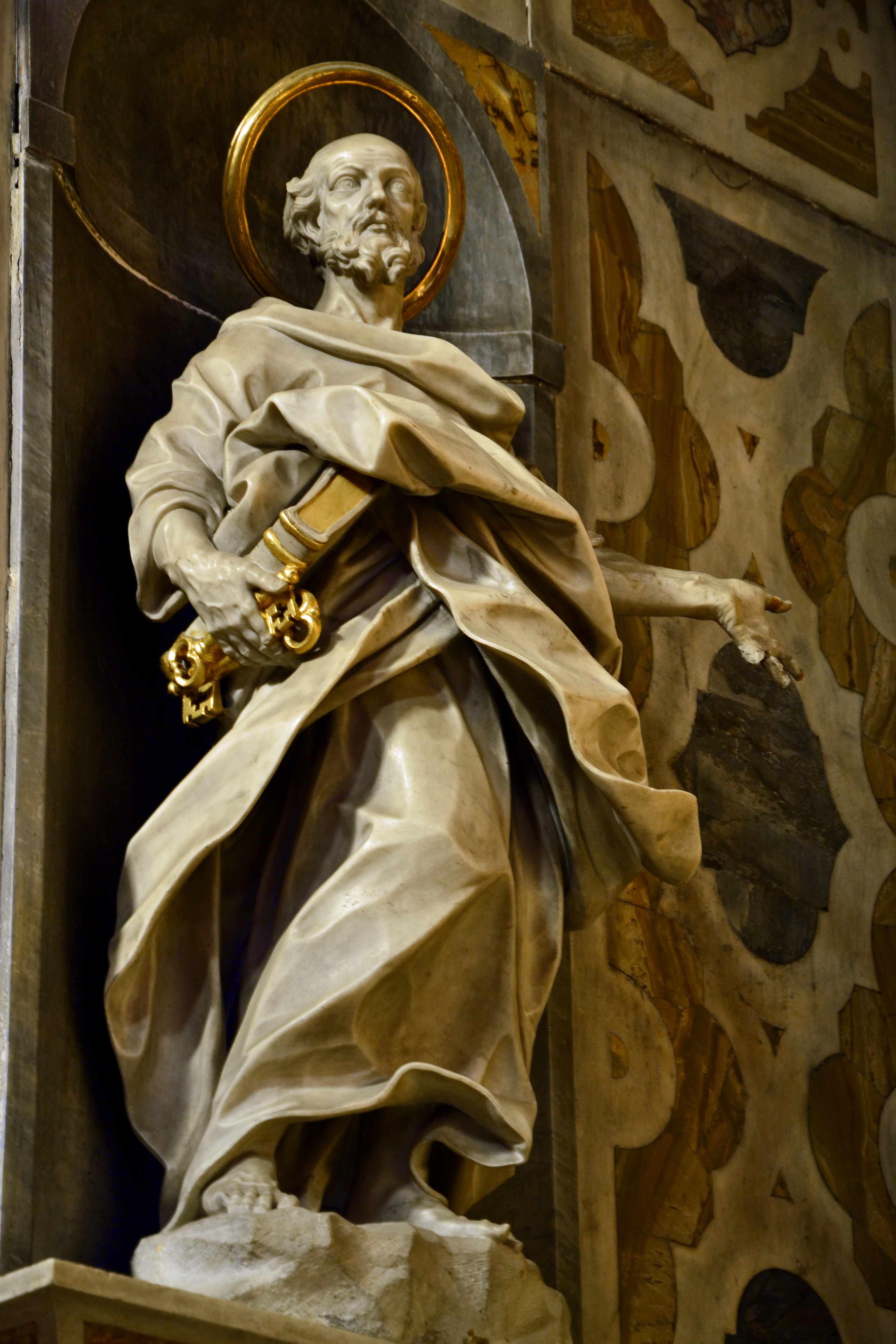
St. Petrus von Francesco Schiaffino
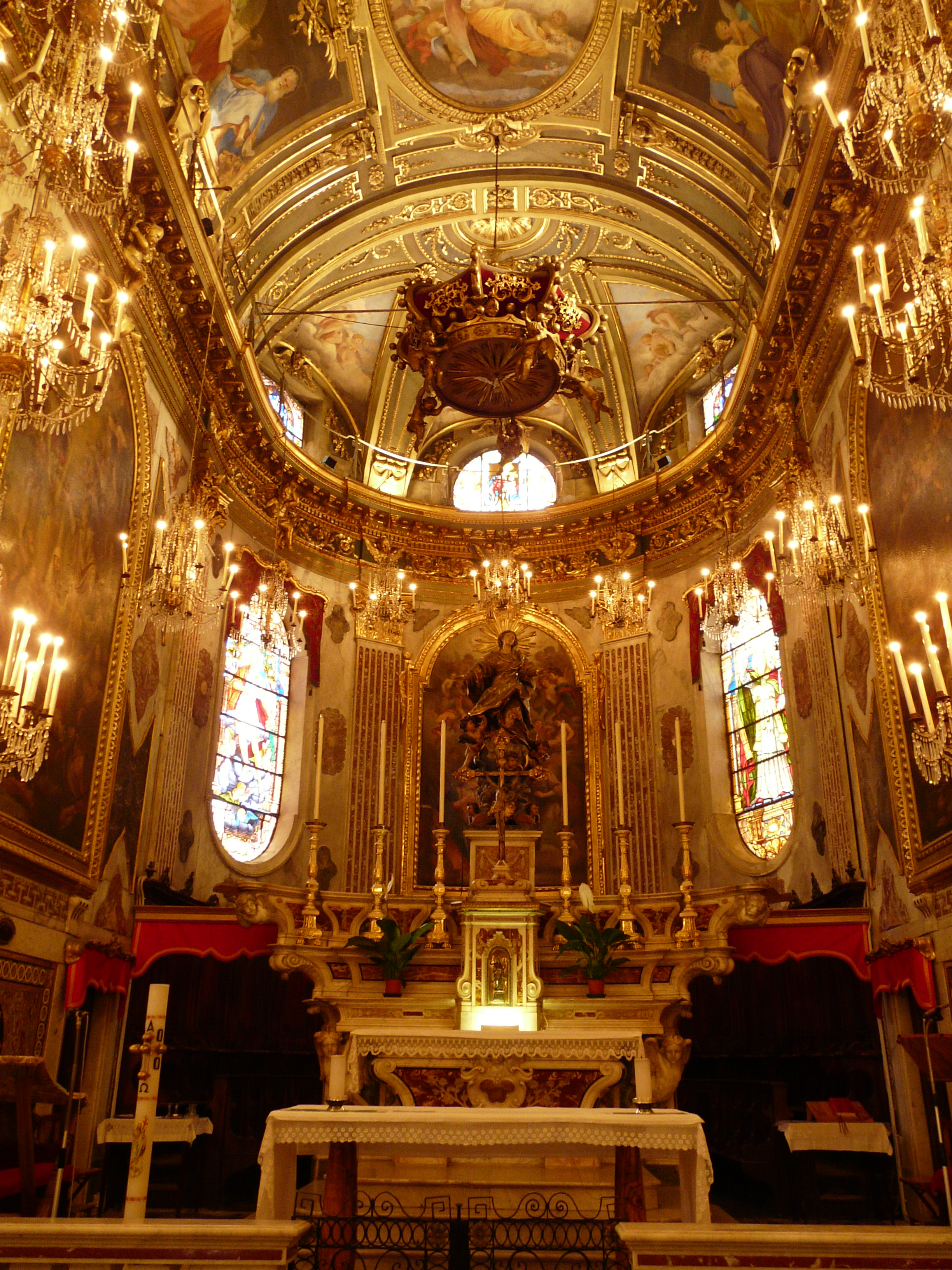
Hauptaltar